# Yeremay Hernández
Yeremay Hernández, né le 10 décembre 2002 à Las Palmas de Gran Canaria en Espagne, est un footballeur espagnol qui joue au poste d'ailier gauche au Deportivo La Corogne.

## Biographie

### En club
Né à Las Palmas de Gran Canaria en Espagne, Yeremay Hernández commence le football à Almenara puis est formé par l'UD Las Palmas avant de rejoindre en 2015 le Real Madrid, où il poursuit sa formation. Il n'y reste que deux ans puis rejoint le Deportivo La Corogne où il termine sa formation. Il signe son premier contrat professionnel avec ce club le 11 décembre 2018.
Le 2 décembre 2022, il fait sa première apparition avec l'équipe première du Deportivo, lors d'une rencontre de coupe d'Espagne face à l'UCAM Murcie. Il entre en jeu et se fait remarquer en inscrivant également son premier but, puis en délivrant une passe décisive, permettant à son équipe de s'imposer après prolongation par quatre buts à trois,.
Le 11 août 2023, Hernández prolonge son contrat avec le Deportivo jusqu'en juin 2026, avec une année supplémentaire en option.

### En sélection
Yeremay Hernández joue son premier match avec l'équipe d'Espagne espoirs le 10 octobre 2024 contre le Kazakhstan.